# Raipur (Chhattisgarh)
Raipur (hindi रायपुर, trb.: Rajpur, trl.: Rāypur; ang. Raipur) – miasto w Indiach, stolica stanu Chhattisgarh. Miasto ma utracić ten status na rzecz będącego w budowie Naya Raipur. Położone jest na wyżynie Dekan, na wysokości około 290 m n.p.m. Zgodnie ze spisem ludności z 2001, aglomerację Raipuru zamieszkuje 3 909 000 osób (jest to 55. co do wielkości aglomeracja w Indiach). Miasto do 2000 roku znajdowało się w stanie Madhya Pradesh, po utworzeniu 1 listopada 2000 nowego stanu Chhattisgarh zostało jego stolicą.